# Smokin'
«Smokin'» es una canción de banda arena rock Boston y fue escrita por el cantante Brad Delp y el guitarrista Tom Scholz. Fue enlistada en el álbum debut homónimo del grupo, el cual fue lanzado por Epic Records en 1976.  Este tema fue publicado como lado B del  sencillo «More Than a Feeling» en el mismo año.
Esta melodía está incluida en un casete demo que grabó Scholz a principios de la década de los 70's, cuando la banda se llamaba Mother's Milk.  En este demo la canción se titulaba «Shakin'».

## Otras apariciones
Aparte del álbum debut de Boston, «Smokin'» esta en los álbumes recopilatorios Boston / Don't Look Back, Greatest Hits y Rock and Roll Band, lanzados en 1983, 1997 y 1998 respectivamente, así como otros más de varios artistas.
- Además, este tema aparece en la estación de radio ficticia KDST del videojuego Grand Theft Auto: San Andreas y el álbum de banda sonora del mismo de 2004.[4]
- Aparece en el capítulo 2 de la temporada 20 de South Park
- La canción aparece en el videojuego de lucha libre WWE 2K18

## Formación
- Brad Delp — voz
- Tom Scholz — guitarra, bajo, órgano y clavinet
- Sib Hashian — batería